# Ringfort

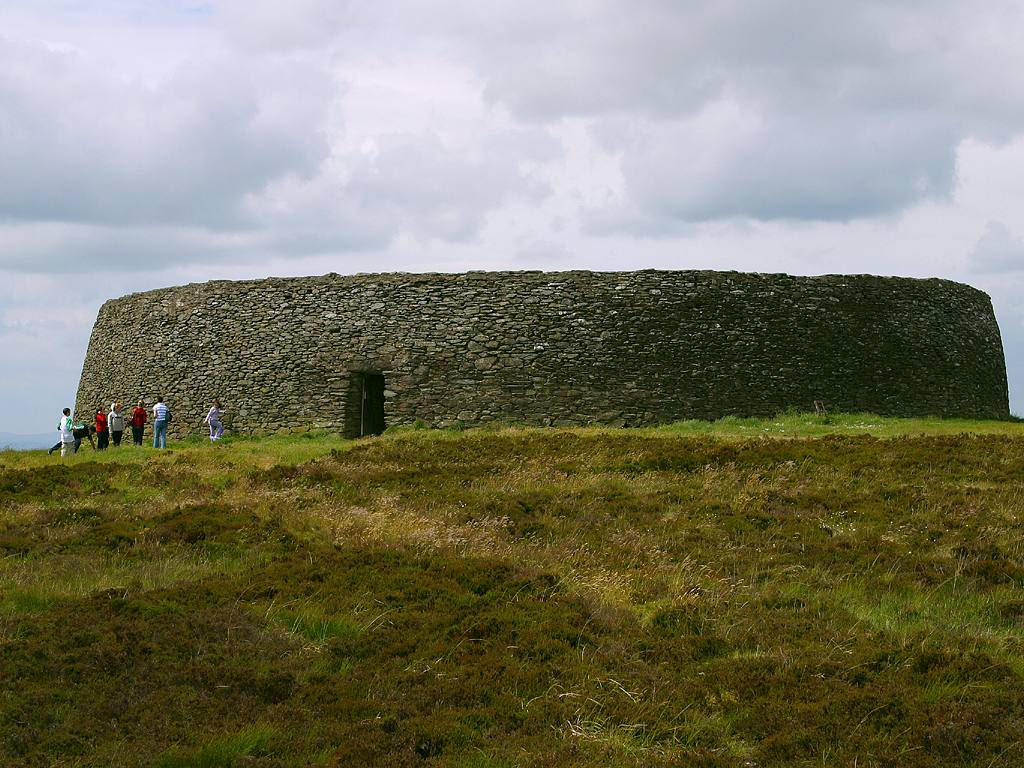
El Grianan Ailigh en Ulster.

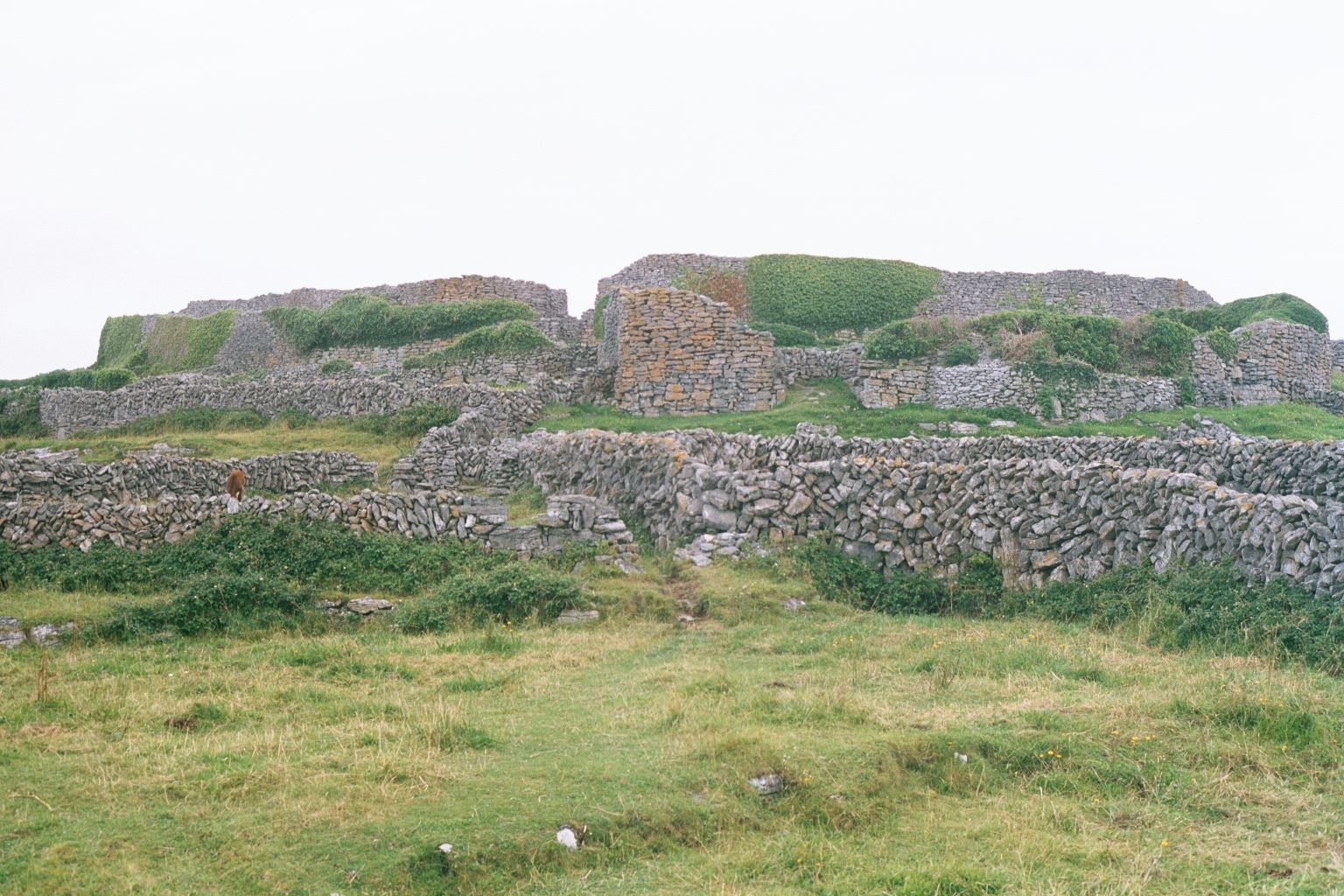
Fuerte circular en Inishmaan.

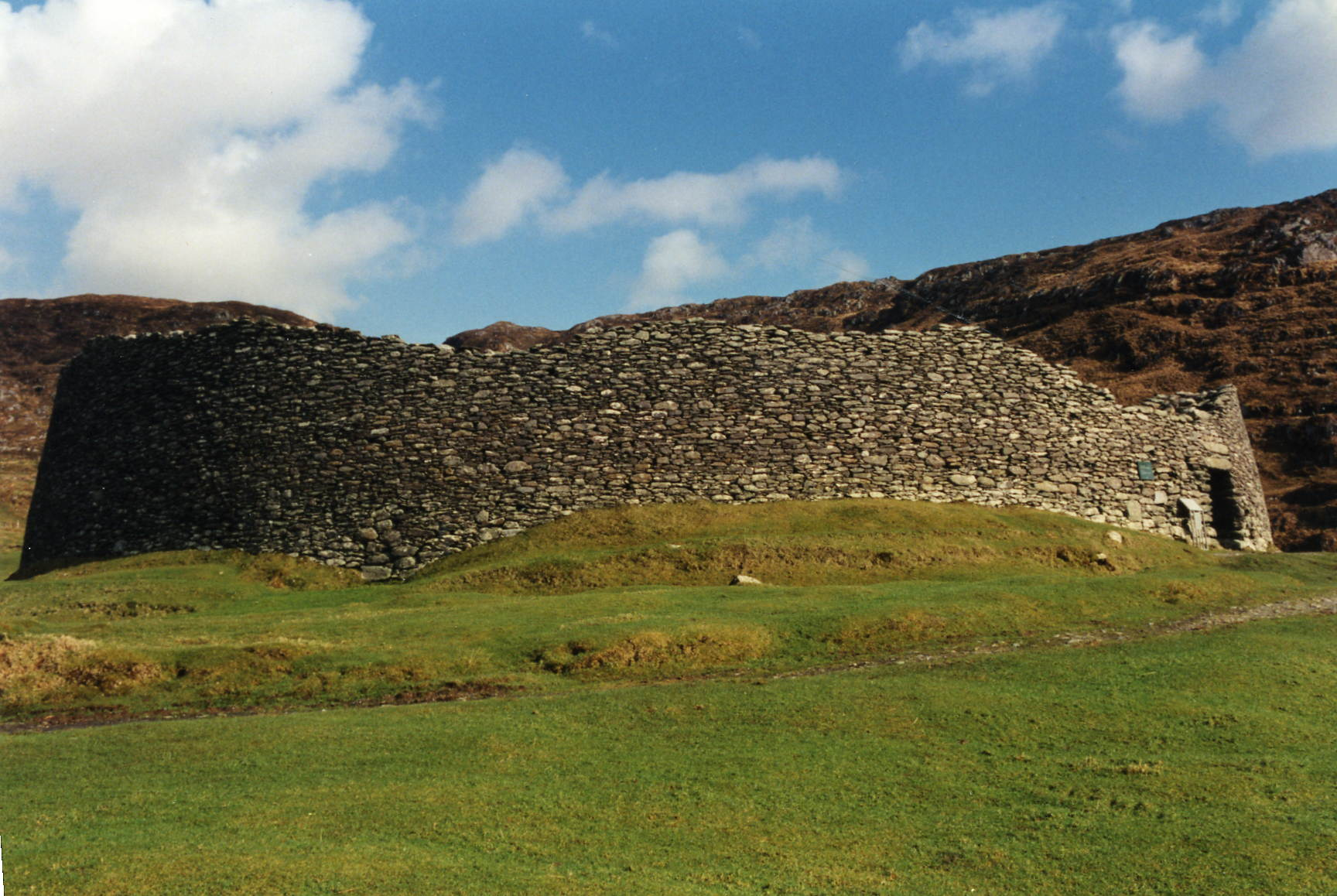
Fuerte de Staigue en County Kerry.

Un ringfort o ring fort («fuerte circular») es un asentamiento circular fortificado construido entre 400 d. C. y 900 d. C. Aunque los renforts son típicos de Irlanda, con alrededor de 40 000 localizados, también existen construcciones parecidas en Gales del Sur y Cornualles, aunque es posible no hay una relación directa de estas últimas con los renforts. En Irlanda son también conocidos como ráth, caiseal, cathair y dún según diversas fuentes irlandesas.
Mientras un ráth (anglicado en rath) estaba hecho de tierra, un caiseal (noroeste de Irlanda, anglicado en cashel) y cathair (suroeste de Irlanda) estaba hecho de piedra. Un dun era una construcción más elaborada, siendo el asentamiento de un gobernante.